# 橘ふれあい公園
座標: 北緯35度48分40.2秒 東経140度35分14.2秒 / 北緯35.811167度 東経140.587278度

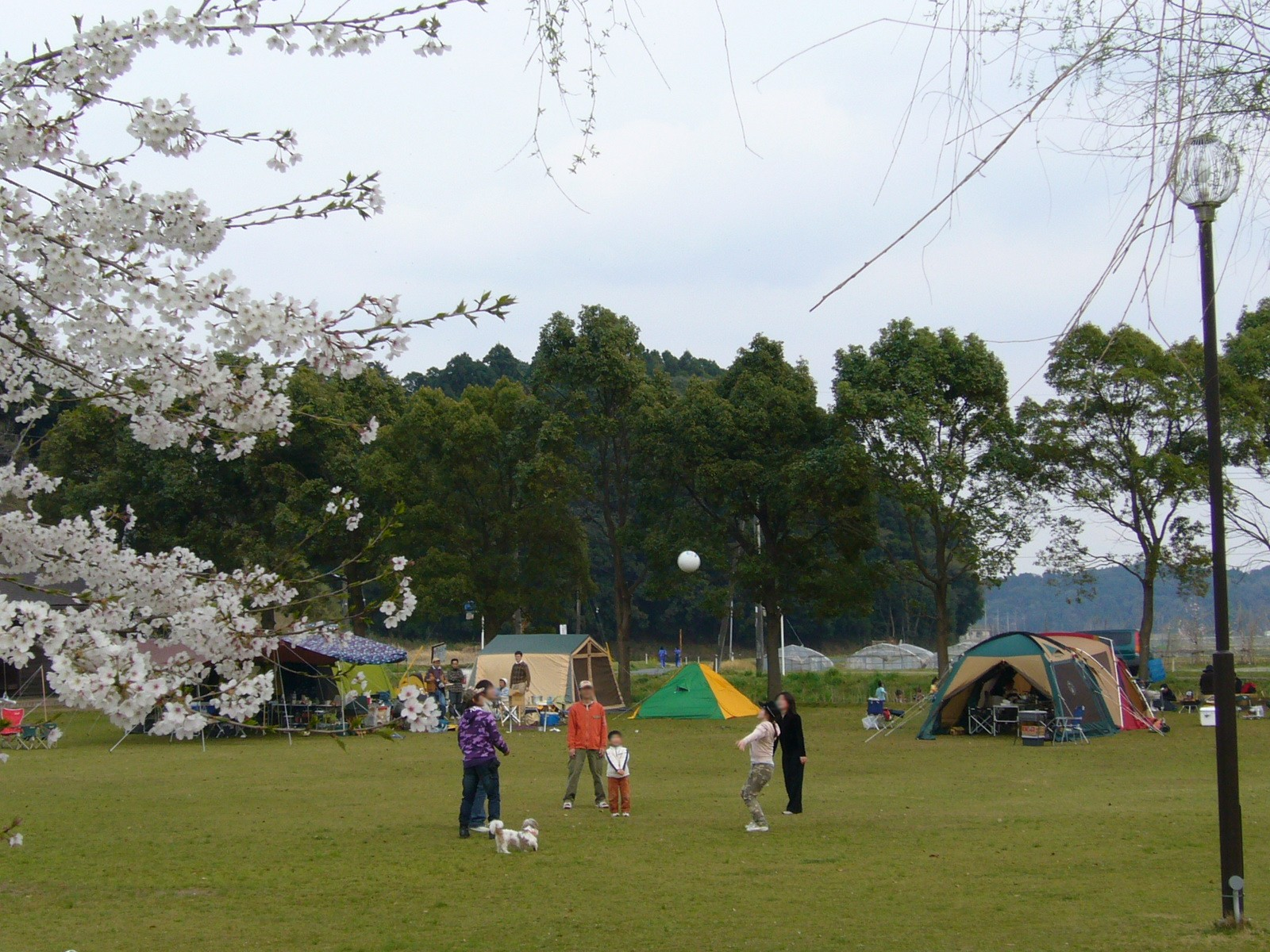
橘ふれあい公園・出会いの広場

橘ふれあい公園（たちばなふれあいこうえん）は、千葉県香取市の橘堰周辺の自然を活かした公園である。

## 概要

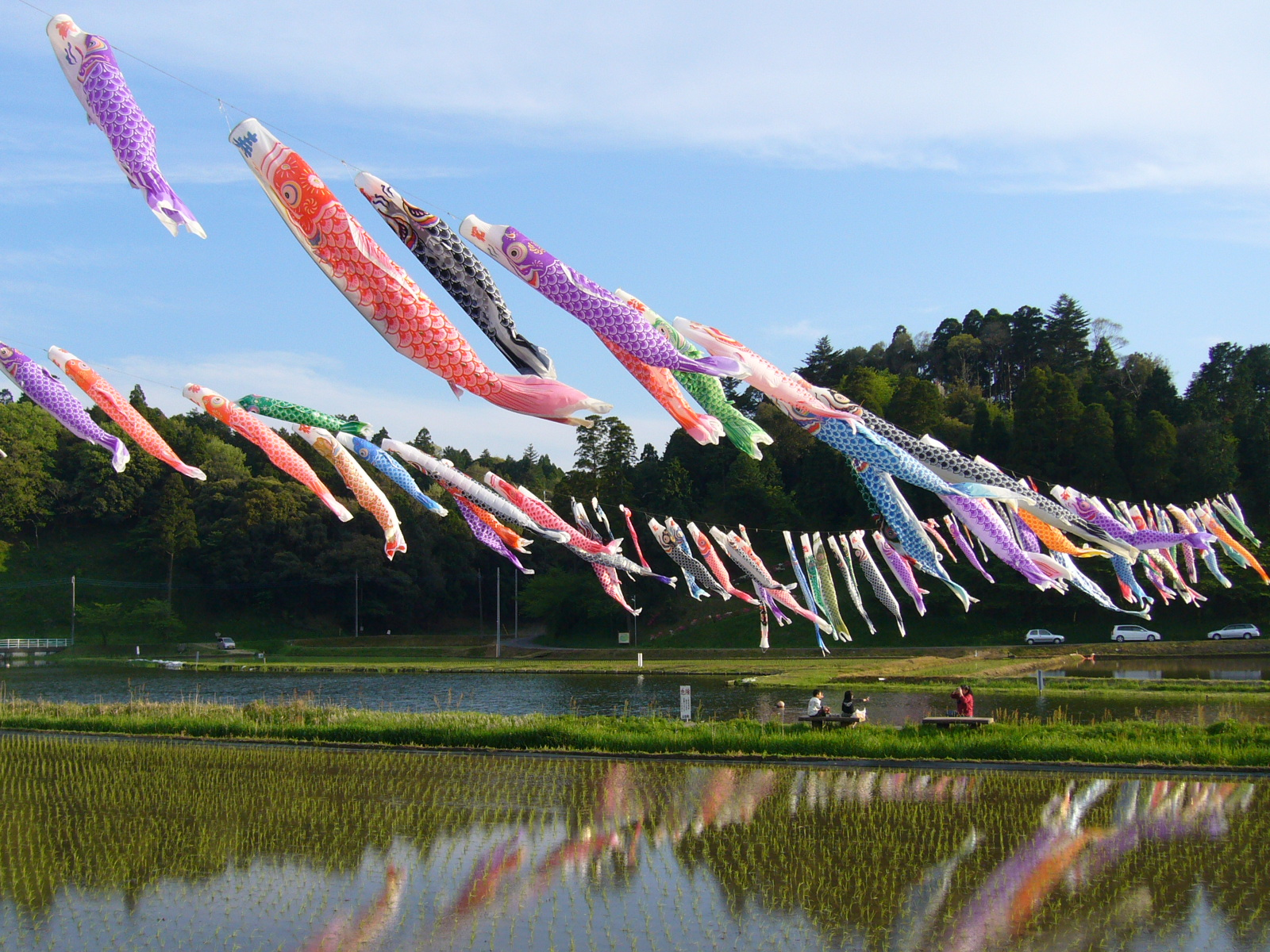
鯉のぼりまつり

この公園は、農業用のため池である橘堰に隣接した「出会いの広場」と、堰を見下ろす丘の「憩いの森」から構成される。キャンプやバーベキューで利用する際は、管理者への申請が必要となる。
出会いの広場 - 橘堰に隣接した芝生の広場。野外キャンプ場や休憩所、花木園、駐車場などがある。キャンプやバーベキュー、ピクニックなどを楽しむことができる。
憩いの森 -  橘堰を見下ろす高台にあり、アスレチックコース（ゆらゆら橋やローラー滑り台など10種類）、展望台などがある。展望台からの里山の風景が、千葉県のちば眺望100景に選定されている。
体験学習施設  - 愛称はテラス・サンサン。多目的室、販売コーナー、飲食スペース、管理事務室などがある。
5月には橘堰に鯉のぼりが泳ぐ「鯉のぼりまつり」、夏には地元のバンドなどが出演する「真夏のサンタ」といったイベントが開かれ、多くの来訪客がある。

## 周辺
- 風土村、城山公園、香取神宮、佐原の町並み、道の駅くりもと

## 交通アクセス

### 公共交通
- JR小見川駅 - JR旭駅間バスの旭行きバス「田部倉庫前」下車後、徒歩15分[2]

### 道路
- 東関東自動車道大栄インターチェンジから約16km（20分）[2]